# Famille Schwanthaler
La famille Schwanthaler était une famille de sculpteurs de l'époque baroque et rococo, du XVIIe au XIXe siècle, à Ried im Innkreis, en Haute-Autriche.
Hans Schwa(be)nthaler a fondé à Ried un atelier de sculpture en 1632. À partir de ce moment, la famille de sculpteurs Schwanthaler fut active à Ried pendant environ 2 siècles. Parmi les grands maitres, on compte notamment Thomas, Johann Franz et Johann Peter l'ancien.
Une branche de la famille fut active pendant deux générations à Munich, dont le membre le plus connu est Ludwig Michael von Schwanthaler, sculpteur de Bavaria.

## Généalogie
- Hans Schwabenthaler (???? — 1656 à Ried)
  - Thomas Schwanthaler (1634 à Ried — 1707 à Ried)
    - Bonaventura Schwanthaler (1678 à Ried — 1744 à Enzenkirchen)
    - Johann Josef Schwanthaler (1681 à Ried — 1743 à Ried)
    - Johann Franz Schwanthaler (1683 à Ried — 1762 à Ried)
      - Franz Mathias Schwanthaler (1714 à Ried — 1782 à Ried)
        - Johann Georg Schwanthaler (1740 à Aurozmünster — 1810 à Gmunden)

      - Johann Peter Schwanthaler d.Ä. (1720 à Ried — 1795 à Ried)
        - Franz Jakob Schwanthaler (1760 à Ried — 1820 à Munich)
          - Ludwig Michael von Schwanthaler (1802 à Munich — 1848 à Munich), qui a donné son nom à Schwanthalerhöhe)

        - Johann Peter Schwanthaler d.J. (1762 à Ried — 1838 à Ried)
          - Franz Xaver Schwanthaler (1799 à Ried — 1854 à Munich)

        - Franz Anton Schwanthaler (1767 à Ried — 1833 à Munich)